# 上今泉 (海老名市)
上今泉（かみいまいずみ）は、神奈川県海老名市にある地名。現行行政地名は上今泉一丁目から上今泉六丁目、および住居表示未実施の大字上今泉からなる。

## 地理
市内北部の目久尻川右岸に位置し、座間丘陵から相模平野にかけて広がる。地内は住宅地がほとんどであるが、西部には水田が広がる。
東で柏ケ谷、南で国分北および泉、西で下今泉、北で座間市入谷西・座間市入谷東・座間市西栗原および座間市南栗原とそれぞれ接する（特記ないものは海老名市）。

### 面積
面積は以下の通りである。
| 大字・丁目   | 面積（km2） |
| ------------ | ----------- |
| 上今泉       | 0.40        |
| 上今泉一丁目 | 0.22        |
| 上今泉二丁目 | 0.21        |
| 上今泉三丁目 | 0.21        |
| 上今泉四丁目 | 0.27        |
| 上今泉五丁目 | 0.29        |
| 上今泉六丁目 | 0.26        |
| 計           | 1.86        |

### 河川
- 目久尻川

### 地価
住宅地の地価は、2023年（令和5年）1月1日の公示地価によれば、上今泉6-5-11の地点で15万4000円/m2となっている。

## 歴史

### 地名の由来
「今泉」の名は、常に水の湧いている場所を意味するとされる。

### 沿革
- 江戸時代 - 高座郡今泉村が分村、高座郡上今泉村成立。
- 1868年（明治元年） - 上今泉村、神奈川府を経て神奈川県に所属。
- 1889年（明治22年）4月1日 - 町村制施行により高座郡海老名村大字上今泉となる。
- 1931年（昭和6年）4月29日 - 相模鉄道相模線（現：JR相模線）開通、地内に上今泉停留場開業。
- 1940年（昭和15年）12月20日 - 海老名村が町制施行し、海老名町となる。
- 1943年（昭和18年）10月1日 - 上今泉停留場が営業休止。
- 1944年（昭和19年）6月1日 - 相模鉄道相模線国有化時に上今泉停留場廃止。
- 1971年（昭和46年）11月1日 - 海老名町が市制施行し、海老名市となる。
- 1976年（昭和51年）1月1日 - 中央部で住居表示実施、上今泉一丁目 - 五丁目成立（五丁目の一部は住居表示未実施）[6]。
- 1983年（昭和58年）11月1日 - 東部で住居表示実施、上今泉六丁目成立[6]。
- 1985年（昭和60年）2月13日 - 上今泉五丁目の一部で住居表示実施[6]。
- 2006年（平成18年）2月13日 - 上今泉五丁目の一部で住居表示実施[6]。
- 2017年（平成29年）2月13日 - 大字上今泉の南部で住居表示実施、泉一丁目・二丁目として分立[7][8]。

### 町名の変遷
| 実施後       | 実施年月日    | 実施前     |
| ------------ | ------------- | ---------- |
| 上今泉一丁目 | 1976年1月1日  | 大字上今泉 |
| 上今泉二丁目 | 1976年1月1日  | 大字上今泉 |
| 上今泉三丁目 | 1976年1月1日  | 大字上今泉 |
| 上今泉四丁目 | 1976年1月1日  | 大字上今泉 |
| 上今泉五丁目 | 1976年1月1日  | 大字上今泉 |
| 上今泉六丁目 | 1983年11月1日 | 大字上今泉 |

## 世帯数と人口
2023年（令和5年）1月1日現在（海老名市発表）の世帯数と人口は以下の通りである。なお、大字上今泉は秘匿の為、二丁目に合算されている。
| 大字・丁目           | 世帯数    | 人口     |
| -------------------- | --------- | -------- |
| 上今泉一丁目         | 805世帯   | 1,963人  |
| 上今泉・上今泉二丁目 | 1,165世帯 | 2,580人  |
| 上今泉三丁目         | 508世帯   | 1,258人  |
| 上今泉四丁目         | 991世帯   | 2,595人  |
| 上今泉五丁目         | 1,036世帯 | 2,490人  |
| 上今泉六丁目         | 953世帯   | 2,148人  |
| 計                   | 5,458世帯 | 13,034人 |

### 人口の変遷
国勢調査による人口の推移。
| 年                 | 人口   |
| ------------------ | ------ |
| 1995年（平成7年）  | 12,442 |
| 2000年（平成12年） | 12,414 |
| 2005年（平成17年） | 12,429 |
| 2010年（平成22年） | 12,716 |
| 2015年（平成27年） | 12,770 |
| 2020年（令和2年）  | 13,015 |

### 世帯数の変遷
国勢調査による世帯数の推移。
| 年                 | 世帯数 |
| ------------------ | ------ |
| 1995年（平成7年）  | 3,905  |
| 2000年（平成12年） | 4,276  |
| 2005年（平成17年） | 4,583  |
| 2010年（平成22年） | 4,852  |
| 2015年（平成27年） | 5,027  |
| 2020年（令和2年）  | 5,348  |

## 学区
市立小・中学校に通う場合、学区は以下の通りとなる（2022年12月時点）。
| 大字・丁目   | 番地                | 小学校               | 中学校                                                  |
| ------------ | ------------------- | -------------------- | ------------------------------------------------------- |
| 上今泉       | 1633～2044          | 海老名市立今泉小学校 | 海老名市立今泉中学校                                    |
| 上今泉一丁目 | 全域                | 海老名市立上星小学校 | 海老名市立今泉中学校                                    |
| 上今泉二丁目 | 全域                | 海老名市立上星小学校 | 海老名市立今泉中学校                                    |
| 上今泉三丁目 | 全域                | 海老名市立上星小学校 | 海老名市立今泉中学校                                    |
| 上今泉四丁目 | 全域                | 海老名市立上星小学校 | 海老名市立今泉中学校                                    |
| 上今泉五丁目 | 全域                | 海老名市立上星小学校 | 海老名市立今泉中学校                                    |
| 上今泉六丁目 | 20～39番 47番～51番 | 海老名市立上星小学校 | 海老名市立柏ケ谷中学校 海老名市立今泉中学校（選択可能） |
| 上今泉六丁目 | 1～19番             | 海老名市立杉本小学校 | 海老名市立柏ケ谷中学校                                  |

## 事業所
2021年（令和3年）現在の経済センサス調査による事業所数と従業員数は以下の通りである。
| 大字・丁目   | 事業所数  | 従業員数 |
| ------------ | --------- | -------- |
| 上今泉       | 4事業所   | 125人    |
| 上今泉一丁目 | 28事業所  | 228人    |
| 上今泉二丁目 | 31事業所  | 143人    |
| 上今泉三丁目 | 26事業所  | 305人    |
| 上今泉四丁目 | 43事業所  | 335人    |
| 上今泉五丁目 | 19事業所  | 105人    |
| 上今泉六丁目 | 40事業所  | 237人    |
| 計           | 191事業所 | 1,478人  |

### 事業者数の変遷
経済センサスによる事業所数の推移。
| 年                 | 事業者数 |
| ------------------ | -------- |
| 2016年（平成28年） | 203      |
| 2021年（令和3年）  | 191      |

### 従業員数の変遷
経済センサスによる従業員数の推移。
| 年                 | 従業員数 |
| ------------------ | -------- |
| 2016年（平成28年） | 2,057    |
| 2021年（令和3年）  | 1,478    |

## 交通

### 鉄道
小田急小田原線およびJR相模線が地内を通過するが、駅はない。最寄駅は海老名駅（小田急小田原線・相鉄本線・JR相模線）、座間駅（小田急小田原線）、入谷駅（JR相模線）およびかしわ台駅（相鉄本線）の各駅。

### バス
- 神奈川中央交通
  - 海10系統 海老名駅東口行・相武台前駅行
- 海老名市コミュニティバス
  - 上今泉ルート 海老名駅西口行・かしわ台駅行
  - 6丁目の一部を国分ルートも通過しているが、バス停はない。

### 道路
国道
- 国道246号（大和厚木バイパス） - 地内を北東から西へ走り、東部では五丁目と六丁目、中部では一・二丁目と国分北との境界をなす。

一般県道
- 神奈川県道407号杉久保座間線 - 二丁目・三丁目にかけて南北に走る。

## 施設

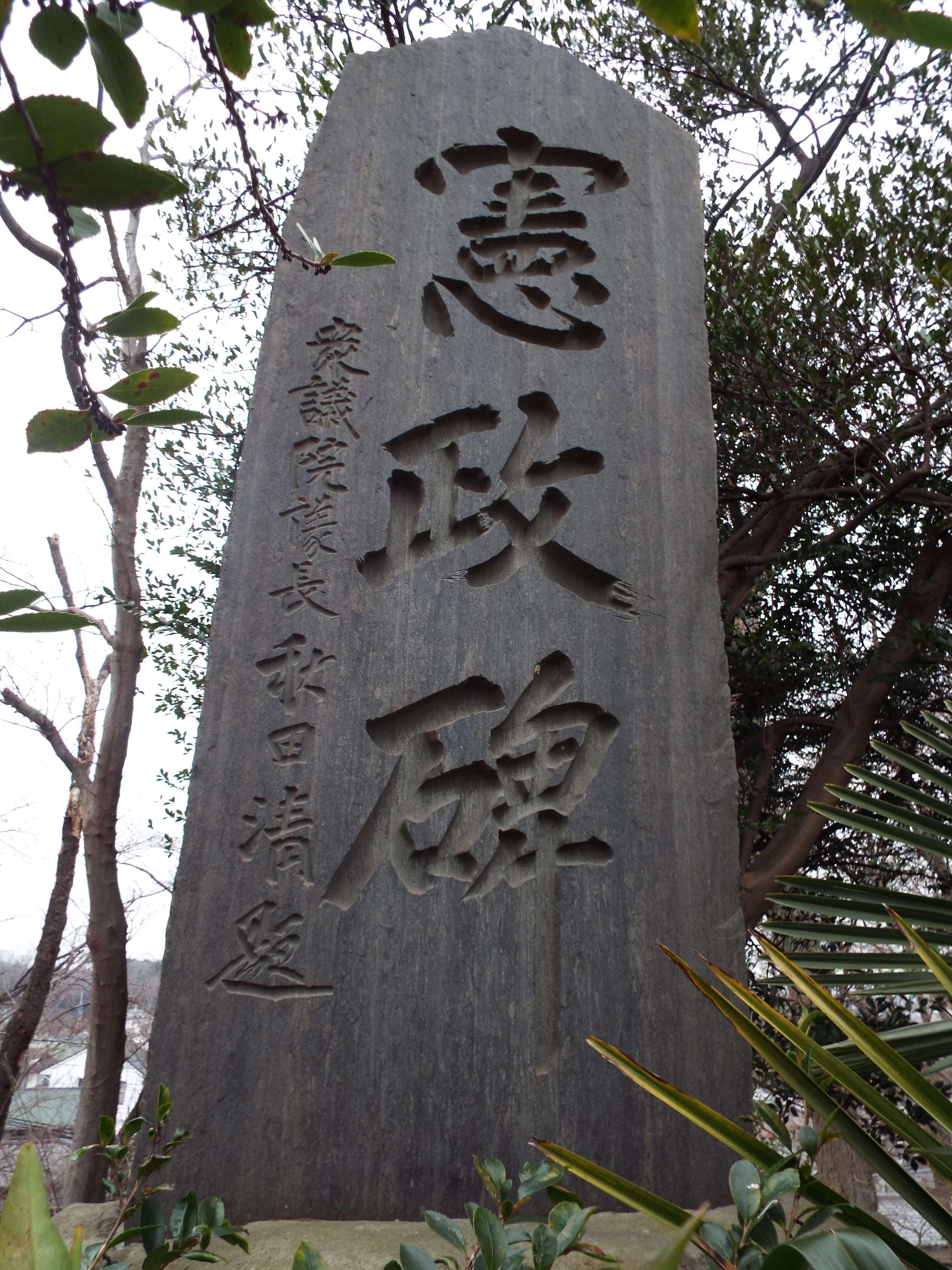
憲政碑

上今泉（住居表示未実施）
- 海老名市立今泉小学校
- 海老名市立今泉中学校

上今泉一丁目
- 海老名市立上星小学校
- さくらい幼稚園
- 星谷（ほしや）児童公園[18]
- 上今泉高架下公園[18]
- いちご遊園[18]
- 上今泉谷（やと）公園[18]

上今泉二丁目
- 上今泉第二児童遊園[18]
- 上今泉才ノ神戸（さいのかみど）公園[18]

上今泉三丁目
- 上今泉涯（かけ）第一児童遊園[18]
- 上今泉涯第二児童遊園[18]
- 上今泉涯第三公園[18]

上今泉四丁目
- 秋葉山古墳群
  - 憲政碑
- 金龍山常泉院 – 曹洞宗[19]
- 上今泉配水池
- 上今泉自然公園[18]
- 上今泉秋葉台自然緑地[18]
- 上今泉第一児童遊園[18]
- 上今泉小桜団地児童遊園[18]
- 上今泉山野（さんや）児童遊園[18]

上今泉五丁目
- 上今泉第一児童公園[18]
- 上今泉第二児童公園[18]
- 上今泉第三児童公園[18]
- 上今泉神後谷（じんごやと）児童公園[18]
- 上今泉第四児童遊園[18]

上今泉六丁目
- 海老名市消防本部消防署北分署
- 北部公園[18]
  - 海老名市北部公園体育館
- 産川（さんがわ）せせらぎ公園[18]
- 上今泉中原児童公園[18]
- 亀島自然公園[18]

## その他

### 日本郵便
- 郵便番号 : 243-0431[3]（集配局 : 綾瀬郵便局[20]）。